# Sophie Simnett
Sophie Simnett (* 5. Dezember 1997 in London) ist eine britische Schauspielerin, die durch ihre Hauptrolle als Skye in der britischen Disney-Serie The Lodge bekannt wurde.

## Karriere
Als sie sieben Jahre alt war, begann Simnett mit der Schauspielerei. Sie nahm kleinere Rollen wahr und besuchte bereits den Schauspielunterricht. Sie absolvierte die Putney High School mit einem Schauspielstipendium. 
2016 gab Simnett ihr Spielfilmdebüt an der Seite von Emilia Fox in der Rolle der Kate in Mum’s List. 2016 und 2017 spielte sie in der Serie The Lodge. 2019 war sie in der Netflix-Serie Daybreak zu sehen. In dieser postapokalyptischen Teenager-Romanze mimte sie die Rolle der Samaira Dean.

## Filmografie (Auswahl)
- 2015: Dickensian (Fernsehserie, Folge 1x04)
- 2016: Gib den Jungs zwei Küsse – Mum’s List (Mum’s List)
- 2016–2017: The Lodge (Fernsehserie, 25 Folgen)
- 2017: Der junge Inspektor Morse (Endeavour, Fernsehserie, 2 Folgen)
- 2017: Ransom (Fernsehserie, Folge 1x10)
- 2018: Poldark (Fernsehserie, Folge 4x07)
- 2018: Weihnachten mit der Familie – Überleben ist alles (Surviving Christmas with the Relatives)
- 2019: Daybreak (Fernsehserie, 10 Folgen)
- 2021: Twist
- 2021: Last Train to Christmas
- 2023: Refuge
- 2024: So long, Marianne (Fernsehserie, 7 Folgen)